# 59 (numero)
Cinquantanove (cf. latino undesexaginta, greco ἐννέα καὶ πεντήκοντα) è il numero naturale dopo il 58 e prima del 60.

## Proprietà matematiche
- È un numero dispari.
- È un numero difettivo.
- È il 17º numero primo, dopo il 53 e prima del 61.
  - È un numero primo sicuro, ovvero (59-1)/2 è ancora un numero primo.
  - È un numero primo di Eisenstein.
  - È un numero primo troncabile a destra.
  - È un numero altamente cototiente.
- Non è la somma di due numeri primi.
- È la somma di tre numeri primi consecutivi, 59 = 17 + 19 + 23.
- È un numero n con più soluzioni all'equazione x - φ(x) = n che qualsiasi numero più basso, tranne 1. È quindi un numero altamente cototiente.
- È parte della terna pitagorica (59, 1740, 1741).
- È un numero palindromo nel sistema di numerazione posizionale a base 4 (323).
- È un numero intero privo di quadrati.

## Astronomia
- 59P/Kearns-Kwee è una cometa periodica del sistema solare.
- 59 Elpis è un asteroide della fascia principale del sistema solare.
- NGC 59 è una galassia lenticolare della costellazione della Balena.

## Astronautica
- Cosmos 59 è un satellite artificiale russo.

## Chimica
- È il numero atomico del Praseodimio (Pr), un lantanoide.

## Simbologia

### Smorfia
- Nella smorfia il numero 59 sono i peli del corpo umano.